# Pherbellia ditoma
Pherbellia ditoma är en tvåvingeart som beskrevs av Steyskal 1956. Pherbellia ditoma ingår i släktet Pherbellia och familjen kärrflugor. Inga underarter finns listade i Catalogue of Life.